# Лімонен
Лімонен — циклічний монотерпен, є основним компонентом олії шкірки цитрусових звідки вперше був отриманий. D-ізомер, який частіше зустрічається в природі як аромат апельсинів, є ароматизатором у виробництві харчових продуктів. Він також використовується в хімічному синтезі як попередник карвону та як розчинник на основі відновлюваних джерел в очисних засобах. Менш поширений L-ізомер має хвойний, схожий на скипидар запах і міститься в їстівних частинах таких рослин, як кмин, кріп і бергамот.
Лімонен походить від італійського limone («лимон»). Лімонен є хіральною молекулою, і біологічні джерела виробляють один енантіомер: основне промислове джерело, цитрусові, містить D-лімонен ((+)-лімонен), який є (R)-енантіомером. Рацемічний лімонен відомий як дипентен. D-лімонен комерційно отримують з цитрусових за допомогою двох основних методів: відцентрового поділу або парової дистиляції.

## Хімічні реакції
Лімонен є відносно стабільним монотерпеном і його можна переганяти без розкладання, хоча при особливо високих температурах він розтріскується, утворюючи ізопрен. Він легко окислюється у вологому повітрі з утворенням карвеолу, карвону та оксиду лімонену. З сіркою він дегідрується до р-цимолу.
Лімонен зазвичай зустрічається як (R)-енантіомер, але рацемізується до дипентену при 300 °C. При нагріванні з мінеральною кислотою лімонен ізомеризується до сполученого дієну α-терпінену (який також можна легко перетворити на р-цимен). Доказом цієї ізомеризації є утворення аддуктів Дільса — Альдера між аддуктами α-терпінену та малеїновим ангідридом .
Реакцію на одному з подвійних зв'язків можна проводити вибірково. Безводний хлористий водень реагує переважно на двозаміщеному алкені, тоді як епоксидування з mCPBA відбувається на тризаміщеному алкені.
В іншому синтетичному методі Марковникова додавання трифлуороцтової кислоти з подальшим гідролізом ацетату дає терпінеол .

### Біосинтез
У природі лімонен утворюється з геранілпірофосфату шляхом циклізації нерил карбокатіона або його еквівалента, як показано. Останній етап включає втрату протона від катіона з утворенням алкену.
Найбільш поширеним перетворенням лімонену є карвон. Тристадійна реакція починається з регіоселективного додавання нітрозилхлориду через тризаміщений подвійний зв'язок. Потім цей вид перетворюється на оксим з основою, а гідроксиламін видаляється, утворюючи карвон, що містить кетон.

## У рослинах
D-лімонен є основним компонентом ароматичних запахів і смол, характерних для багатьох хвойних і широколистяних дерев: червоного і сріблястого клена (Acer rubrum, Acer saccharinum), бавовнику (Populus angustifolia), осики (Populus grandidentata, Populus tremuloides), сумаху (Rhus glabra), ялина (Picea spp.), різні сосни (наприклад, Pinus echinata, Pinus ponderosa), ялиця Дугласа (Pseudotsuga menziesii), модрина (Larix spp.), справжні ялиці (Abies spp.), болиголов (Tsuga spp.), коноплі (Cannabis sativa spp.), кедри (Cedrus spp.), різні Cupressaceae та кущ ялівцю (Juniperus spp.). Він сприяє виникненню характерного запаху апельсинової кірки, апельсинового соку та інших цитрусових. Для оптимізації вилучення цінних компонентів із відходів шкірки цитрусових, D-лімонен зазвичай видаляють.

## Безпека та дослідження
D-лімонен зазвичай безпечний, при контакті концентрованого розчину зі шкірою може викликати контактні дерматити. Вогненебезпечний у вигляді концентрованої пари, токсичний для водних організмів.

## Використання
Лімонен поширений як дієтична добавка та як ароматичний інгредієнт косметичних продуктів. Як основний аромат шкірки цитрусових, D-лімонен використовується у виробництві харчових продуктів і деяких ліків, таких як ароматизатор для маскування гіркого смаку алкалоїдів, а також як ароматизатор у парфумерії, лосьйонах після гоління, засобах для ванни та інших засобах особистої гігієни. D-лімонен також використовується як ботанічний інсектицид. D-лімонен використовується в органічному гербіциді Avenger. Його додають до засобів для чищення, таких як миючі засоби для рук, щоб надати лимонний або апельсиновий аромат (див. апельсинова олія) і для його здатності розчиняти олії. На відміну від цього, L-лімонен має хвойний, схожий на скипидар запах.
Лімонен використовується як розчинник для очищення, наприклад, для видалення клею або для видалення олії з деталей машин, оскільки він виробляється з поновлюваного джерела (ефірна олія цитрусових, як побічний продукт виробництва апельсинового соку). Він використовується як засіб для зняття фарби, а також корисний як ароматна альтернатива скипидару. Лімонен також використовується як розчинник у деяких клеях для моделей літаків і як компонент у деяких фарбах. Комерційні освіжувачі повітря з повітряними пропелентами, що містять лімонен, використовуються колекціонерами марок для видалення самоклейних поштових марок з паперу для конвертів.
Лімонен також використовується як розчинник для виготовлення плавлених ниток на основі 3D-друку. Принтери можуть друкувати пластик на вибір для моделі, але встановлюють опори та сполучні матеріали з високоякісного полістиролу (HIPS), полістиролового пластику, який легко розчиняється в лімонені.
При підготовці тканин до гістології або гістології D-лімонен часто використовується як менш токсичний замінник ксилолу при очищенні зневоднених зразків. Очищувачі — це рідини, що змішуються зі спиртами (наприклад, етанол або ізопропанол) і з розплавленим парафіновим воском, в які вбудовані зразки для полегшення різання тонких зрізів для мікроскопії.
Він також є горючою речовиною і певний час вважався біопаливом.